# Šarišské Čierne
Šarišské Čierne é um município da Eslováquia, situado no distrito de Bardejov, na região de Prešov. Tem 14,02 km² de área e sua população em 2018 foi estimada em 297 habitantes.

## Demografia
| Ano:        | 1994 | 2004   | 2014   | 2024   |
| ----------- | ---- | ------ | ------ | ------ |
| Broj ljudi: | 357  | 325    | 301    | 299    |
| Razlika:    |      | -8,96% | -7,38% | -0,66% |

| Ano:               | 2023 | 2024   |
| ------------------ | ---- | ------ |
| Número de pessoas: | 294  | 299    |
| Diferença:         |      | +1,70% |